# Прон (коммуна)
Прон (нем. Prohn) — община в Германии, ганзейский город, расположен в земле Мекленбург-Передняя Померания.
Входит в состав района Северная Передняя Померания. Подчиняется управлению Альтенплен. Население составляет 1967 человек (на 31 декабря 2010 года). Занимает площадь 16,08 км².

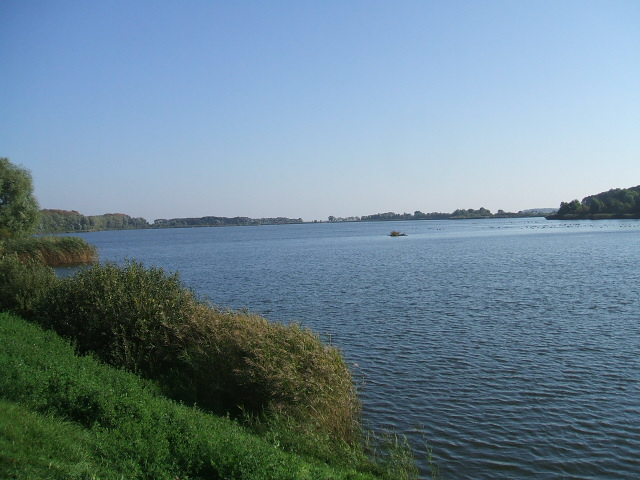
Прон
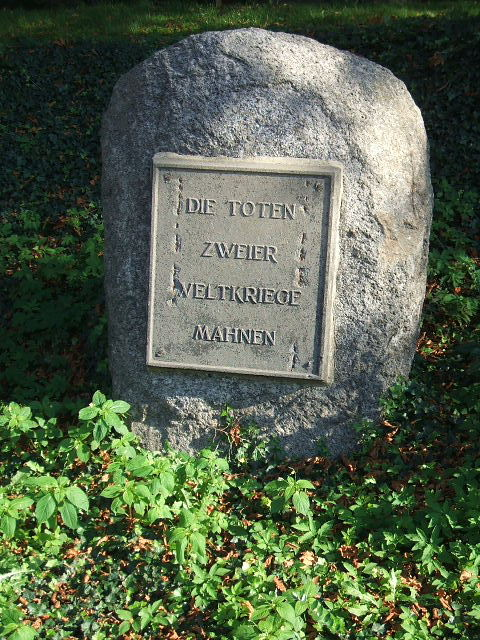
Церковь